# Paradelia arctica
Paradelia arctica är en tvåvingeart som först beskrevs av Ringdahl 1933.  Paradelia arctica ingår i släktet Paradelia och familjen blomsterflugor. Arten är reproducerande i Sverige. Inga underarter finns listade i Catalogue of Life.